# Coppa Latina 1957
La Coppa Latina 1957 fu la VIII e ultima edizione della Coppa Latina di calcio, e fu disputata a Madrid nel giugno del 1957.
Con il crescente successo della Coppa dei Campioni la competizione perse di importanza e significato e, dopo la sosta programmata nel 1958 per i Mondiali, non fu mai più riproposta.

## Partecipanti
| N° | Nazione               | Squadra       | Campionato              | Note                                |
| -- | --------------------- | ------------- | ----------------------- | ----------------------------------- |
| 4  | Francia (bandiera)    | Saint-Étienne | 1ª Francia 1956-1957    |                                     |
| 3  | Italia (bandiera)     | Milan         | 1ª Italia 1956-1957     | 1ª Coppa Latina 1956                |
| 2  | Portogallo (bandiera) | Benfica       | 1ª Portogallo 1956-1957 | 1ª Coppa del portogallo 1956 - 1957 |
| 1  | Spagna (bandiera)     | Real Madrid   | 1ª Spagna 1956-1957     | 1ª Coppa Campioni 1956 - 1957       |

## Risultati

### Semifinali
| Arbitro: | Zariuiequi |

|            |           |  |
| Calado 17’ | Marcatori |  |

| Arbitro: | Lesquesne |

|                                                |           |                 |
| Gento 20’, 47’, 85’ Di Stefano 50’ Joseíto 83’ | Marcatori | Cucchiaroni 30’ |

### Finale 3º posto
| Arbitro: | Campos |

|                                                   |           |                                      |
| Ricagni 18’ Mariani 42’ Bredesen 70’ Liedholm 88’ | Marcatori | Wicart 9’ Mekhloufi 78’ N'Jo Léa 80’ |

### Finale 1º posto
| Arbitro: | Lequesne |

|                |           |  |
| Di Stefano 50’ | Marcatori |  |

## Classifica marcatori
|  | Gol | Marcatore       | Squadra     |
|  | --- | --------------- | ----------- |
|  | 3   | Francisco Gento | Real Madrid |

## Curiosità
Il Real Madrid alcune settimane prima aveva vinto anche la Coppa dei Campioni del 1956-1957 (unico club riuscito nell'impresa).